# 六月新娘
《六月新娘》（英語：June Bride）是一部1948年的美国喜剧电影，导演是Bretaigne Windust。故事基于一个Eileen Tighe和 Graeme Lorimer编写的流产戏剧Feature for June，它曾被提名美国编剧工会奖的Best Written American Comedy奖。